# František Kmoch

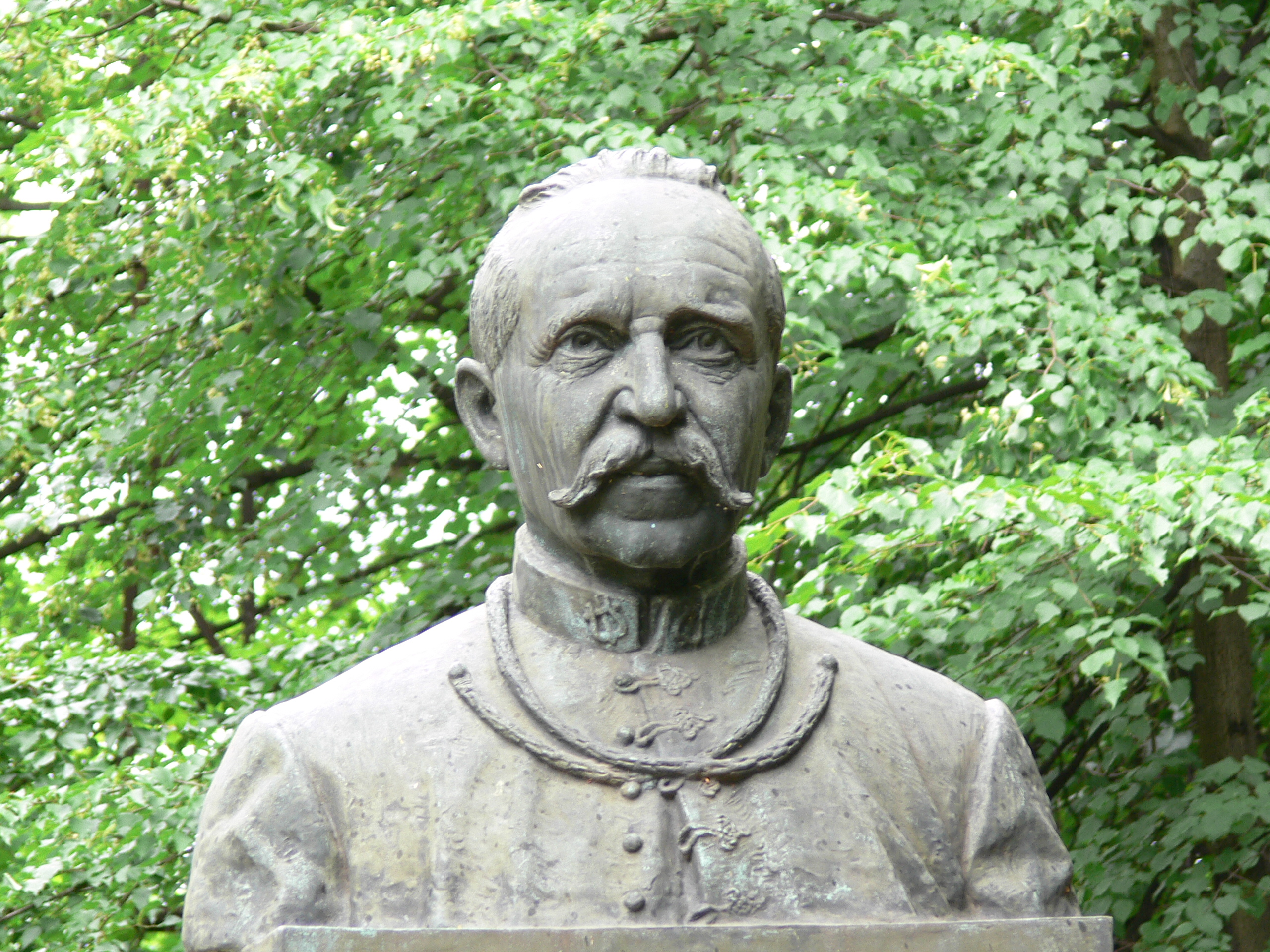
Büste in Kolín

František Kmoch (* 1. August 1848 in Zásmuky bei Kolín, Böhmen; † 30. April 1912 in Kolín) war ein tschechischer Komponist von Blasmusik und Dirigent.

## Leben
František Kmochs Vater war Schneider und Klarinettist, der vor allen Dingen Volksmusik aufführte. Als Kind sang ihm seine Mutter gerne Volkslieder vor und František lernte die Violine zu spielen. Bereits als Schüler mit 10 Jahren begann er kleine Stückchen zu komponieren. An der Realschule in Kolín spielte Kmoch in einem Schülerquartett. 1868 studierte er für ein Jahr am Lehrer-Kolleg in Prag,  1869 wurde er Lehrer an einer Dorfschule in Suchdol unweit von Kolin. Neben seinem Lehrberuf  musizierte er in verschiedenen Ensembles, unterrichtete Privatschüler, bildete sich als Dirigent weiter und komponierte. 1871 gründete er in Kolin sein erstes Ensemble. Anfangs bestand es nur aus acht Musikern, doch schon zwei Jahre später trat es in größerer Besetzung als „Sokol-Blasorchester“ auf. Kurz darauf wurde er zum städtischen Kapellmeister in Kolin ernannt und gründete eine Musikschule, die sein Orchester angegliedert war.
1882 wurde diese Musikschule offiziell staatlich anerkannt. Aus ihren Erträgen konnte Kmoch später großteils auch seine Musiker bezahlen. Diese verdienten ansonsten ihr Geld zum Beispiel als Schneider oder Metzger, einige waren auch arbeitslos. Für Kmochs Ensemble war charakteristisch, dass seine Musikanten sowohl auf Blas- als auch auf Streichinstrumenten spielen konnten. Es wurde oft in kleinere Musikergruppen aufgeteilt, die selbständig bei verschiedenen Anlässen landesweit auftreten konnten. Zum Repertoire gehörte vor allem Volksmusik, Kompositionen von Kmoch, aber auch Opernmusik von in- und ausländischen  Komponisten wie Smetana und Dvořák.

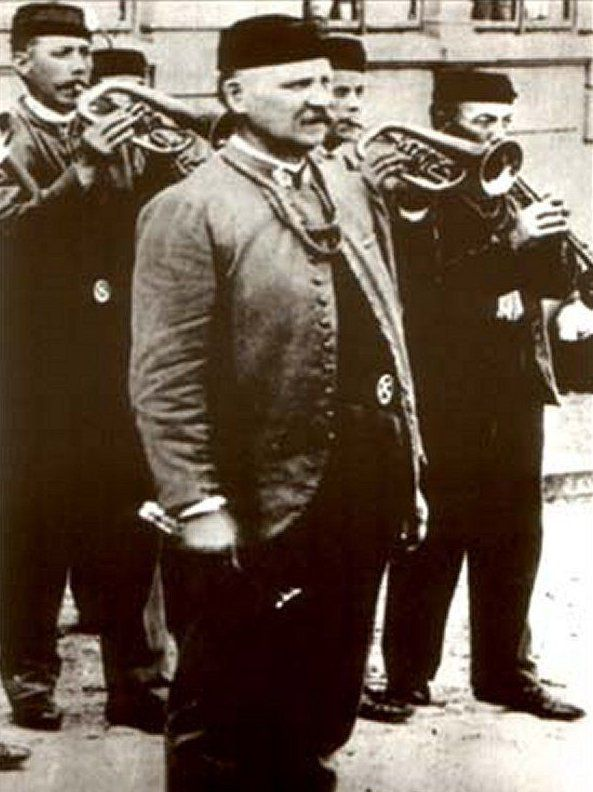
František Kmoch und seine Kapelle

1873 wurde er seiner Lehrtätigkeit enthoben, weil er angeblich seinen Lehrauftrag vernachlässigte, insbesondere aber weil er mit Ensembles bei Bällen auftrat. Das hatte möglicherweise politische Gründe, da Kmoch seine Sympathien für die nationalistische Sokol-Bewegung nicht verheimlichte. Er zog nun nach Kolin und wurde Berufsmusiker.
Von großer Bedeutung für das Renommee der Blaskapelle erwies sich ihr erster Auftritt in Prag im Jahr 1873, beim Fest zum 100. Geburtstag des Sprachwissenschaftlers Josef Jungmann. Danach überhäuften sich die  Einladungen nach Prag und viele weitere Städte des Königreichs Böhmen und Mähren. Oft handelte es sich um Ausflüge und Feste von Verbänden des Sokol oder Bälle. Weitere Reisen führten ihn nach Wien, Budapest, Krakau sowie eine große dreimonatige Reise zur Allrussischen Industrie- und Handwerksausstellung nach Nischni Nowgorod

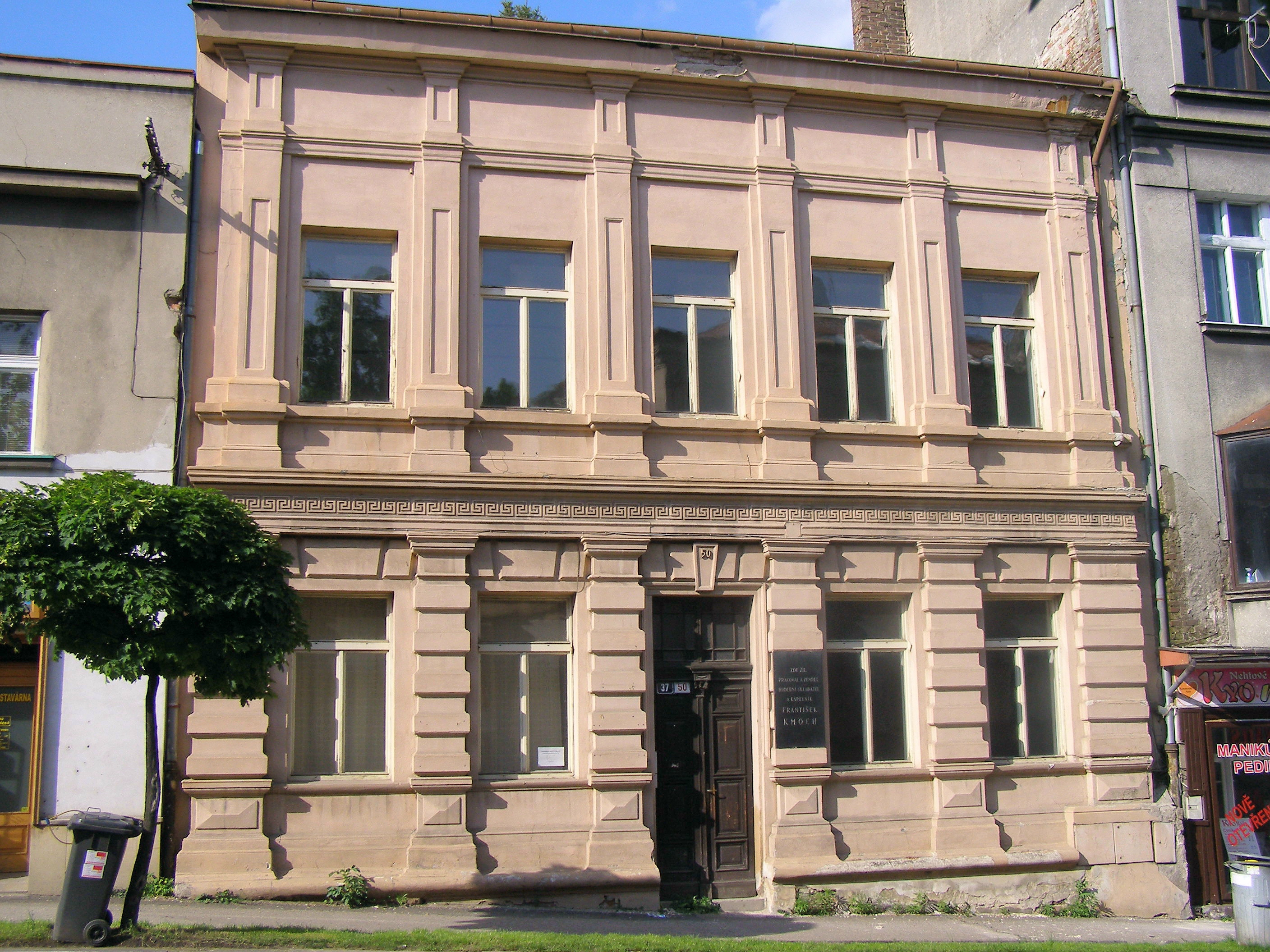
Das Kmoch-Haus in Kolín

Um das Jahr 1900 zählte Kmochs Orchester rund 60 bis 70 fixe Mitglieder mit zusätzlich rund 20 freien Musikern. Verschiedene Städte, unter anderem auch Prag, boten ihm an, Dirigent des jeweiligen Städtischen Blasorchesters zu werden. Kmoch zog es vor in Kolín zu bleiben, als Gast jedoch nahm er Einladungen gerne an. Nur nach Amerika wollte er nie reisen.
Privat Kmoch war mit Josefa Kahslová, der Tochter eines Schlossers aus Kolín, verheiratet. Aus der Ehe gingen fünf Töchter hervor. Kmoch leitete 40 Jahre lang mit hohem Einsatz sein Orchester, was sich schlussendlich auf seine Gesundheit niederschlug. Ab seinem 60. Geburtstag verlor er relativ schnell seine Seh- und Hörkraft, hinzu kamen Probleme mit dem Herz. Am 30. April 1912 starb der tschechische „König des Marsches“, als der er oft bezeichnet wird, im Alter von 64 Jahren.

## Ehrungen

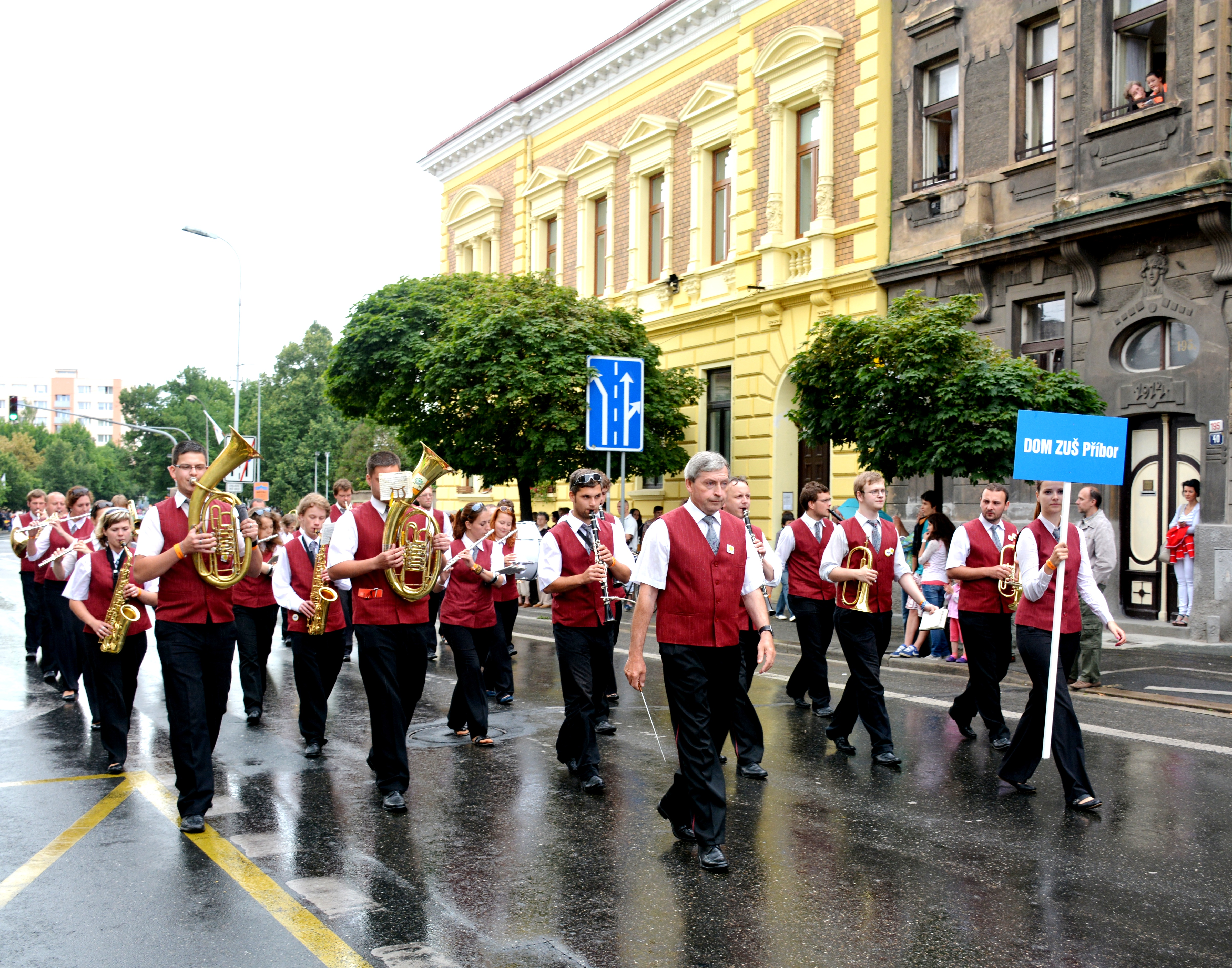
Das Kmoch-Festival in Kolín

Aus Dankbarkeit veranstaltet die Stadt Kolín seit 1961 alljährlich das Blasmusikfestival „Kmochs Kolín“ (Kmochův Kolín), das an drei Tagen vorzügliche Blasorchester aus ganz Europa anzieht. Im Stadtpark von Kolín steht eine Skulptur mit dem Abbild von František Kmoch. Die Elbinsel Kmochův ist nach ihm benannt, und ein Blasorchester der Stadt trägt seinen Namen. Es wurde auch ein biographischer Film über Kmoch mit dem Titel Er war ein tschechischer Musikant gedreht. Ebenso existiert eine Operette mit dem Titel So lebte und spielte Kmoch. 1998 wurde zum 150. Jahrestags seiner Geburt eine 200-Kronen-Silbermünze von der tschechischen Nationalbank herausgegeben.

## Charakteristika und Stil
Als Reaktion auf die Militär-Märsche des Österreichisch-Ungarischen Kaiserreichs schrieb er Märsche, die tief in tschechischer Tradition, Folklore und Volksmusik verwurzelt waren. Das Trio seiner Märsche war nahezu ausnahmslos mit Texten unterlegt, die entweder von den Musikern oder Chören und wenig später vom ganzen Volk mitgesungen wurden. Kontrovers wurde gesehen, dass Kmoch mehrere tschechische Volkslieder neu als Märsche arrangierte. Zum Beispiel das bekannte Volkslied „Andulka šafářova“, das unter dem deutschen Titel „Andulka Marsch“ bekannt wurde. Einerseits wurden sie so etwas verfälscht, andererseits durch den Marschrhythmus umso beliebter und bekannter. Die Bewahrung des tschechischen Liedguts war ihm stets ein hohes Anliegen. Dabei waren die Texte eine bedeutende Form der Entwicklung eines Nationalbewusstseins.

## Werk
Kmoch gilt nach Julius Fučík als der populärste Marschkomponist seines Landes. Sein Œuvre umfasst etwa 500 Werke, von denen jedoch ein nicht unerheblicher Teil als verschollen gilt. Zu Beginn der 1990er Jahre tauchten überraschend etwa fünfzig der verloren geglaubten Originalpartituren wieder auf.

### Werke für Blasorchester
- Andulko šafářová(= Andulka-Marsch), Marsch
- Blasmusik spielt auf
- Brautschau - Polka, Polka
- Česka muzika, Marsch
- Dechovka hraje
- Diese Musik, ja die gefällt
- Duo pro dvě trubky (= Duett für zwei Trompeten)
- Festivalový pochod (= Festmarsch). Marsch
- Hoj, Mařenko! Marsch
- Jarabáček, Marsch
- Jara mládí (= Kind des Frühlings). Marsch
- Kolíne, Kolíne (= Mein schönes Heimatland). Marsch: Koline, Koline, stojíš v pěkné rovině (Kolin, Kolin, du liegst in einer schönen Ebene...)
- Letem světem (= Flugs durch die Welt)
- Měsíček svítí, Marsch
- Milý sen, Konzertwalzer
- Můj koníček (= Mein Steckenpferd). Marsch
- Moje krásná vlast (= Meine schöne Heimat)
- Muziky, muziky (= Musik, Musik). Marsch
- Na motoru (= Das Motorrad, Aufgalopp). Galopp
- Na hrazdě
- Na střibropěnném Labi
- Nad Labem (= An der Elbe). Marsch
- Návštěva ve Vídni (= Besuch in Wien). Konzertpolka
- Plzeňský pochod (= Pilsener Marsch, Gruß an Pilsen). Marsch
- Pochod Havličkův, Marsch
- Po starodávnu
- Pod našima okny
- Pode mlejnem (= Unter der Mühle, Bei der Mühle, Stunden die man nie vergißt). Marsch
- Překrásná Praho
- Romance pro křídlovku (= Romanze für Flügelhorn)
- Rozmarná, Polka
- Roztomilá
- Šly panenky silnicí
- Sokol nazdar!
- Sokolský den
- Vraný koně, Marsch
- Vy Hvězdičky
- Vždy milá
- Za sokolským praporem
- Zastaveníčko
- Zelení Hájove! Marsch
- Zlatá Praha (= Schönes Prag, Goldenes Prag, Prager Gruß). Marsch